# Vrátecký potok
Vrátecký potok (též Hlinský nebo Dubičný potok) je pravostranným přítokem Dobrovodského potoka v okrese České Budějovice. Původně byl přítokem bočního ramene Malše, z nějž byla ve středověku upravena Mlýnská stoka, na konci 19. století byl však potok zkrácen a přeložen.

## Popis toku
Potok pramení na severovýchodním svahu kopce Baby v Lišovském prahu 1,1 km jihovýchodně od Malého Dubičného v nadmořské výšce 520 m. Teče na severozápad po hranici katastrálních území Dubičné a Hlincová Hora a postupně se pod Dlouhým vrchem zahlubuje do sevřeného zalesněného Terezina údolí, na jehož začátku protéká Novým rybníkem. Pod Rudolfovem opouští Vrátecký potok Lišovský práh a vtéká do Českobudějovické pánve. Mění svůj směr na jihozápadní a protéká Vrátem, od Hlinska směřuje na západ. V dalším úseku se pod výšinou „Na krásné vyhlídce“ (u nynější střední zemědělské školy) potok přikláněl k Třeboňské silnici (od roku 1816 nazývaná Stará Vídeňská cesta, od roku 1875 Lannova třída), potoční koryto probíhalo těsně podél jižní strany silnice, která spojovala České Budějovice s Lišovem, Třeboní, Jindřichovým Hradcem a také Vídní a do středověkého města vstupovala Svinenskou (Vídeňskou) branou. Vrátecký potok pod hradbami vtékal do Mlýnské stoky. V rámci budování moderní sítě městské kanalizace v 60. a 70. letech 19. století byl Vrátecký potok po celé délce Lannovy třídy přeměněn na podpovrchovou stoku a zaklenut cihlovou klenbou. Na Lannově třídě zůstala ještě nějakou dobu zachována dvě souběžná stromořadí, lemující původně oba potoční břehy. Na konci 19. století byl potok zkrácen, zaústěn do Dobrovodské stoky a bylo zakryto koryto i před Lannovou třídou.
I přes toto odklonění do Dobrovodského potoka, část vody pod Lannovou třídou stále protékala. V nové době se klenba nahradila betonovými panely.

## Vodohospodářské úpravy

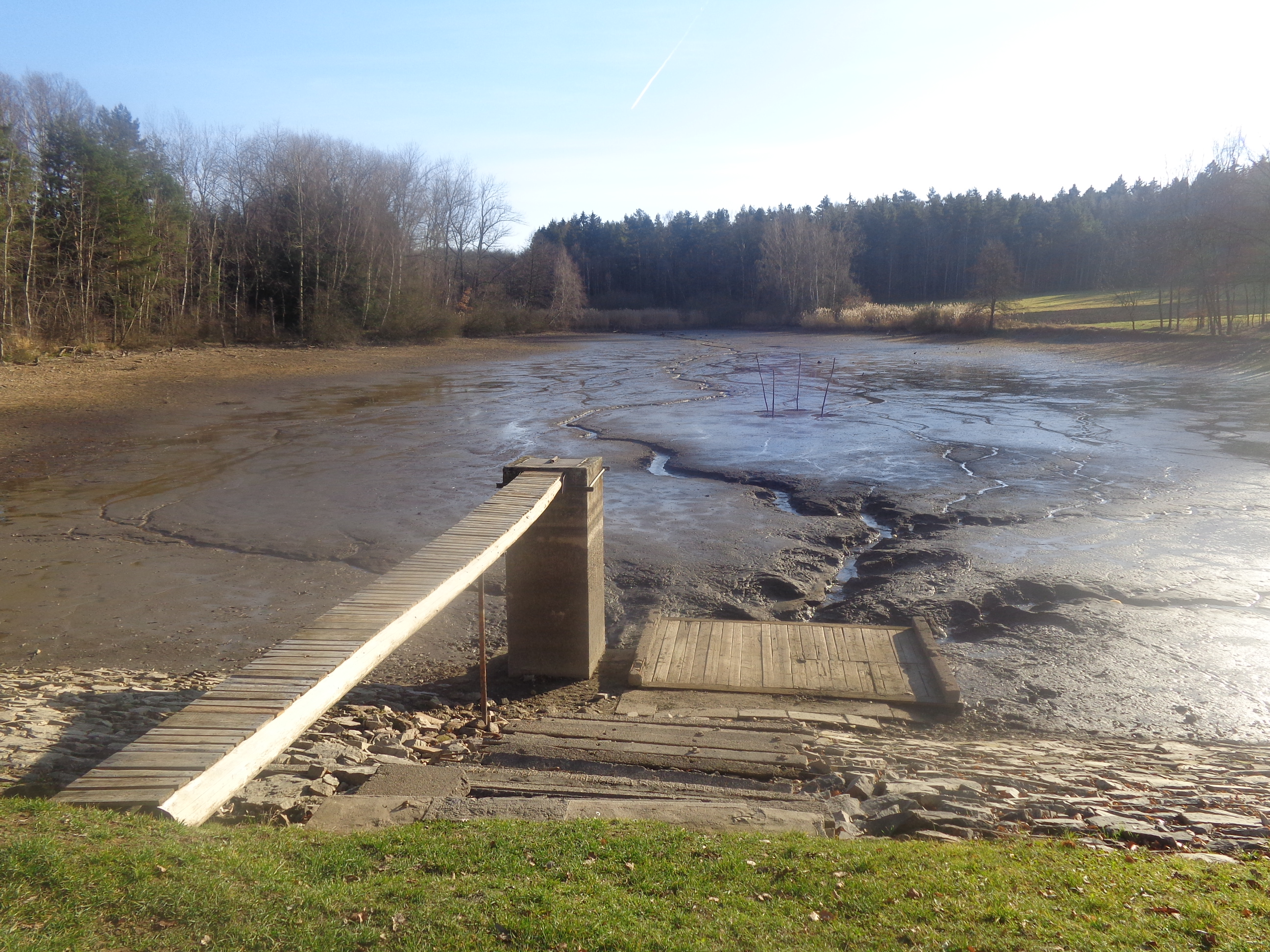
Retenční nádrž Nový rybník

V roce 1783 byl Vrátecký potok zapojen do systému tzv. Společné stoky v Rudolfovském rudním revíru. Z rybníka Mrhal vedl náhon po úbočí kopce Hlincová hora do rybníka Kyselý (Saurův rybník) na Vráteckém potoce a odtud podobně po úbočí Dlouhého vrchu přes rybník Dubičanský u Dobré Vody a Mauricius na Dobrovodském potoce. Z něj byly napájeny stoupy a těžní stroj dolu Barbora.
Na konci 19. století městská správa Českých Budějovic provedla z důvodu opakovaných záplav rozsáhlé vodohospodářské úpravy Vráteckého a Dobrovodského potoka. V rámci těchto úprav došlo k odklonění obou potoků, které původně vtékaly do Mlýnské stoky, z centra města. Systém je dosud funkční technickou památkou. Postupovalo se podle projektu pražského inženýra Rudolfa von Brechlera z roku 1892. Samotné regulační práce prováděly firmy Bohdana Francka a Josefa Pillmanna v letech 1897–1898. Vrátecký potok byl napojen do nového, uměle vyhloubeného koryta Dobrovodské stoky v dnešní Vodní ulici a stal se z něj přítok Dobrovodského potoka. Na horním toku Vráteckého potoka byla mezi Hlincovou Horou a Malým Dubičným vybudována retenční nádrž.